# 19464 Ciarabarr
19464 Ciarabarr è un asteroide della fascia principale. Scoperto nel 1998, presenta un'orbita caratterizzata da un semiasse maggiore pari a 2,6549305 UA e da un'eccentricità di 0,0090279, inclinata di 3,29015° rispetto all'eclittica.